# Kerry Zavagnin
Kerry Zavagnin (ur. 2 lipca 1974 w Plymouth) – amerykański piłkarz występujący na pozycji pomocnika.

## Kariera klubowa
Zavagnin karierę rozpoczął w 1992 roku w zespole North Carolina Tar Heels z uczelni University of North Carolina at Chapel Hill. W 1996 roku przeszedł do Raleigh Flyers z USISL Select League (trzeci poziom rozgrywek). W 1997 roku w MLS Supplemental Draft został wybrany przez Colorado Rapids z MLS. Jednak w zamian za Petera Vermesa przeszedł do MetroStars, także z MLS. Przez 2 sezony rozegrał tam 39 spotkań.
W 1999 roku Zavagnin przeszedł do Lehigh Valley Steam z A-League (drugi poziom rozgrywek). W 2000 roku w MLS SuperDraft został wybrany przez Kansas City Wizards. W tym samym roku zdobył z zespołem MLS Cup. W 2004 roku ponownie wystąpił z nim w finale MLS Cup, jednak tym razem drużyna Kansas uległa tam 2:3 DC United. W tamtym roku Zavagnin został także wybrany do MLS Best XI. W 2008 roku zakończył karierę.

## Kariera reprezentacyjna
W reprezentacji Stanów Zjednoczonych Zavagnin zadebiutował 25 października 2000 roku w wygranym 2:0 towarzyskim meczu z Meksykiem. W latach 2000–2006 w drużynie narodowej rozegrał 21 spotkań.